# Жвава-Квара
Жва́ва-Ква́ра (Жове-Квара, Жовс-Квара, Жоеквара; устар. Жобе-кваре; груз. ჟოეკვარა, ჟვავაკვარა) — горная река на западе Абхазии, течёт вдоль хребтов Берчиль, Люкивоху и Жовеху, преимущественно в юго-западном направлении.
Длина реки составляет 20 км. Площадь водосборного бассейна — 72 км².
Начинается около урочища Берчиль юго-западнее высшей точки горного массива Арабика. Течение реки пролегает через известняки западного склона Гагрского хребта, образуя глубокий живописный каньон. Впадает в Чёрное море на территории города Гагры.
В 1951 году проводилось гидрографическое обследование реки по программе ГУГМС. В 1961 году на реке Жвава-Квара в 0,3 км от её устья на высоте 6,98 м над уровнем моря в городе Гагры действовал гидрологический пост, находившийся в ведении Тбилгидэп.